# Исаакс, Питер
Питер Исаакс (нидерл. Pieter Isaacsz; 1569[…], Хельсингёр — 14 сентября 1625[…], Амстердам, графство Голландия) — датский художник, длительное время живший и работавший в Нидерландах. Известен также как агент правительств Дании и Швеции в Нидерландах.

## Биография
Родился в семье правительственного чиновника в Дании, однако ещё будучи юношей приехал в Амстердам. Изучал живопись в мастерских таких живописцев, как Корнелис Кетель и затем — Ян ван Акен[1]. С последним совершал учебную поездку по Германии и Италии. После возвращения в Нидерланды живёт в Амстердаме, с 1590 года в собственном доме. Завоевал столь широкую известность как художник, что современниками выражалась идея о том, что столь талантливый мастер «похищен» Голландией у Дании. Пользовался особым покровительством и доверием датского короля Кристиана IV, с которым встречался во время своих посещений Дании (П.Исаакс дважды побывал Дании, приезжая на родину из Амстердама). В свой первый приезд, в 1607—1610 годы Исаакс занимается украшением парадного зала в королевском дворце Розенборг. Во время вторичного посещения Дании, в 1614 году, художник становится агентом датского правительства, в том числе с 1618 года занимается покупкой произведений искусства в Амстердаме для датского короля. Был также платным агентом Швеции в Нидерландах.

## Творчество
Питер Исаакс писал преимущественно полотна на историческую, библейскую и мифологическую тематики, а также портреты. Известным художником был и его сын Исаак Исаакс, учителем которого выступал сам Питер Исаакс.
Произведения художника можно увидеть во многих европейских и американских музеях и собраниях — в амстердамском Рейксмузее, Государственной картинной галерее в Копенгагене, Берлинской картинной галерее, Музее земли Нижняя Саксония в Ганновере, Музее изящных искусств Хьюстона, Базельском ухдожественном музее, в дворце Фредериксборг и др. Одними из его известнейших работ являются портреты короля Кристиана IV, хранящиеся в замке Розенборг и в музеях Берлина и Базеля.

## Галерея

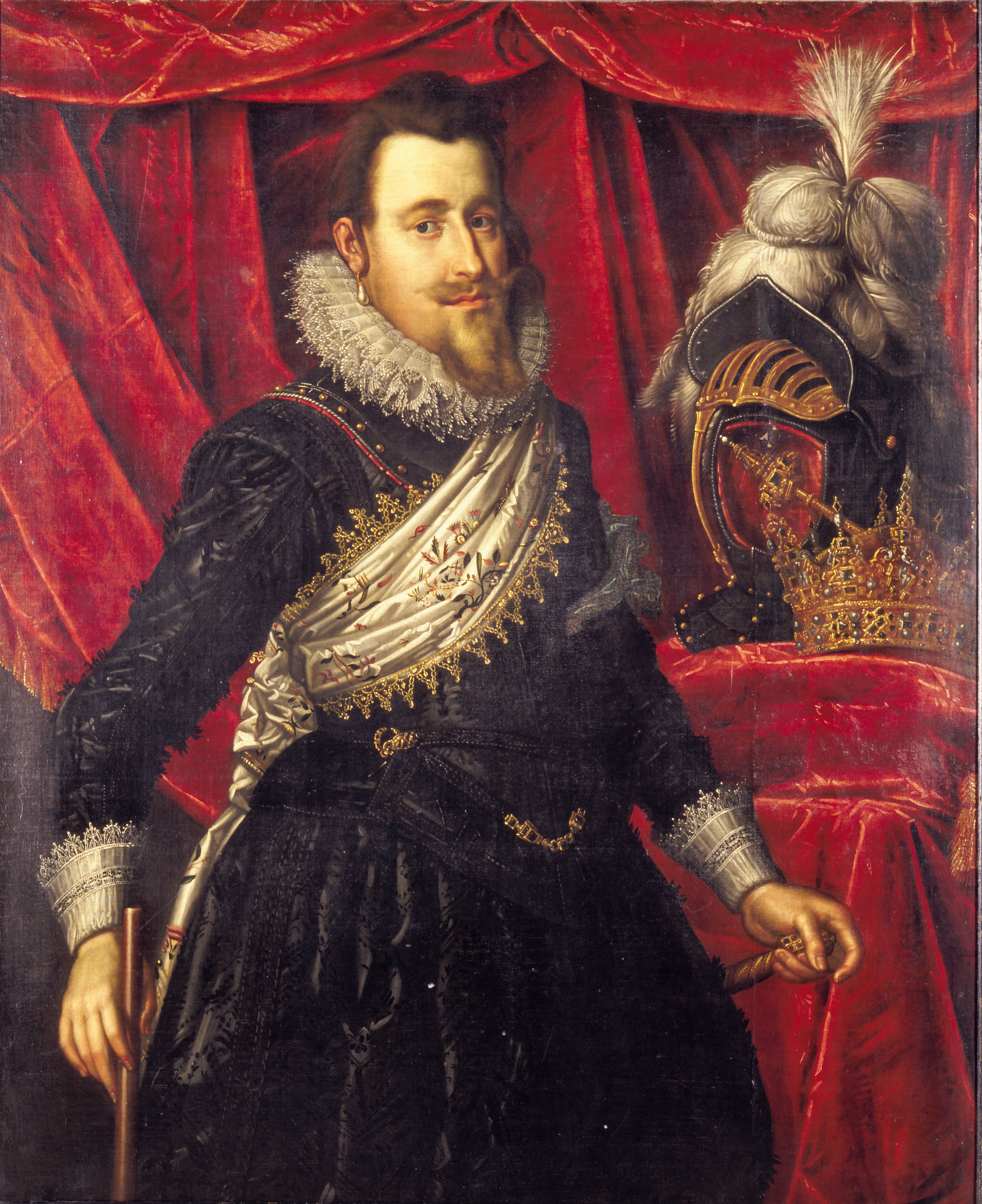
Портрет короля Кристиана IV (1612)
Портрет принцессы Анны-Катарины Бранденбургской
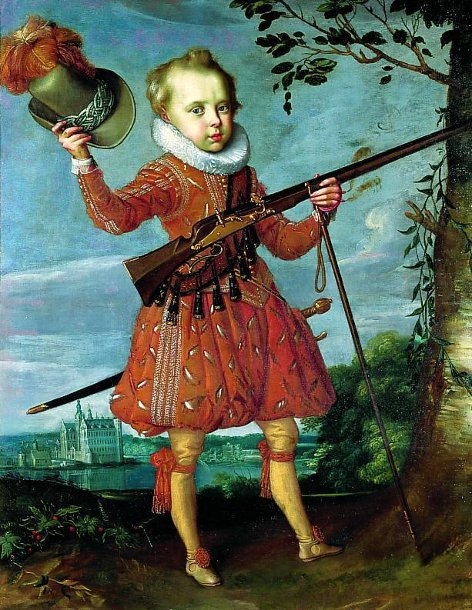
Портрет герцога Фредерика
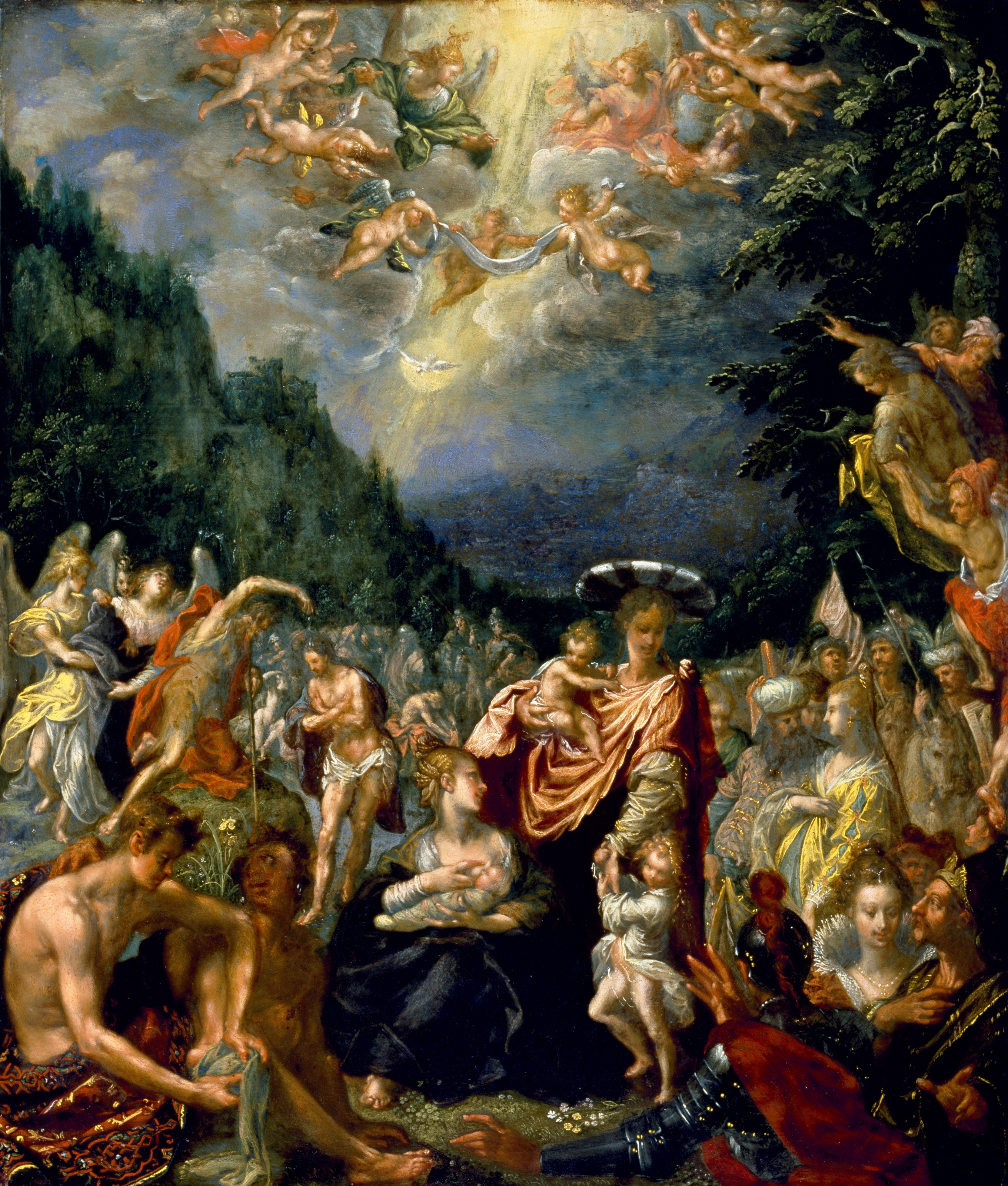
«Крещение Иисуса»
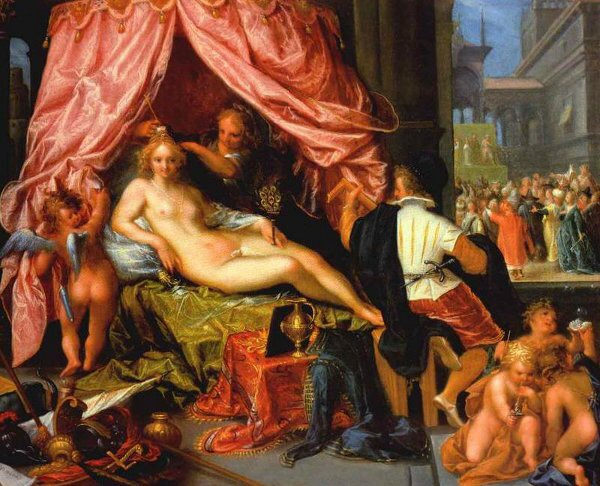
«Аллегория юности» (ок. 1600)
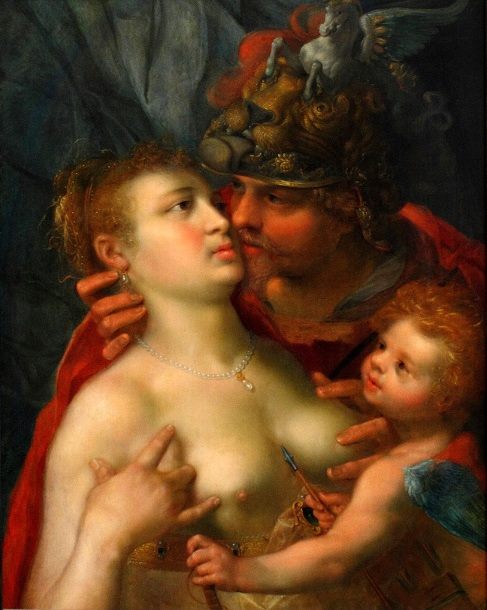
«Марс, Венера и Амур»